# Thenzawl
Thenzawl è una suddivisione dell'India, classificata come census town, di 5.519 abitanti, nel distretto di Serchhip, nello stato federato del Mizoram. In base al numero di abitanti la città rientra nella classe V (da 5.000 a 9.999 persone).

## Geografia fisica
La città è situata a 23° 19' 0 N e 92° 45' 0 E e ha un'altitudine di 782 m s.l.m..

## Società

### Evoluzione demografica
Al censimento del 2001 la popolazione di Thenzawl assommava a 5.519 persone, delle quali 2.761 maschi e 2.758 femmine. I bambini di età inferiore o uguale ai sei anni assommavano a 855, dei quali 417 maschi e 438 femmine. Infine, coloro che erano in grado di saper almeno leggere e scrivere erano 4.602, dei quali 2.335 maschi e 2.267 femmine..